# Haigella
Haigella es un género de foraminífero bentónico de la familia Praeplanctonidae, de la superfamilia Praeplanctonioidea, del suborden  Buliminina y del orden Buliminida. Su especie-tipo es Haigella haigi. Su rango cronoestratigráfico abarca el Albiense superior (Cretácico inferior).

## Discusión
Clasificaciones previas hubiesen incluido Haigella en el suborden Rotaliina del orden Rotaliida.

## Clasificación
Haigella incluye a las siguientes especies:
- Haigella haigi †
- Haigella intermedia †